# Geschiedenis van Pakistan
De geschiedenis van Pakistan is nauw verbonden met die van India, Bangladesh en Afghanistan. Pakistan is ontstaan uit de wens van islamitische leiders in het door Britten beheerste Indische subcontinent van de 19e en 20e eeuw om niet overheerst te worden door de Hindoe meerderheid.

## De groei van de islam
In de gebieden waar Pakistan zich nu bevindt, te weten Beloetsjistan, Sindh en Punjab, groeide de islam door invasies van islamitische heersers, bekeringen en islamitisch gezag.

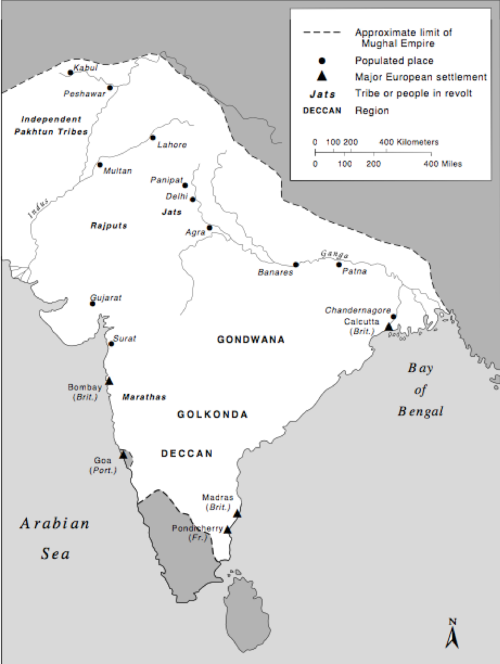
Kaart van het Mogolrijk

Na de verwoestingen door Timoer Lenk in 1398 kwam de Afghaanse Lodi-dynastie aan de macht (1451), die op haar beurt weer verdreven werd door Zahiruddin Babur, de stichter van het Mogolrijk in 1526. De bekering tot de islam van dit gebied begon met de komst van Mahmud van Ghazni. Dit geloof verwierf zeer veel aanhang, maar kreeg in de 15e eeuw te maken met de door goeroe (leermeester) Nanak in de Punjab gestichte Sikh-godsdienst.
De eerste Mogolheersers zoals Akbar stonden vrij verdraagzaam tegenover het hindoeïsme. Aurangzeb, die in 1707 overleed, voerde echter een streng islamitisch beleid. Hij voerde de jizya weer in, een belasting voor niet-moslims die Akbar had afgeschaft. Na de dood van Aurangzeb schrompelde het moslimrijk ineen.

### Britse infiltratie en overheersing
Parallel hiermee liep het tersluikse binnendringen van de Britten in het Indisch Subcontinent. Zij lijfden Sindh in (1843) en veroverden, na felle strijd tegen de Sikhs, de Punjab (1849). Na de opstand van Sepoi (in Pakistan bekend als de onafhankelijkheidsoorlog) kwam het huidige Pakistan volledig onder de Britse kroon (1858). De moslims in Voor-Indië werden ten opzichte van de hindoes door de Britten achtergesteld in de samenleving. Dit leidde niet alleen tot groeiend verzet tegen de Britten, maar ook tot spanningen tussen de moslims en hindoes. In hun streven naar onafhankelijkheid waren de hindoes voorstander van een eenheidsstaat. De moslims daarentegen voelden steeds meer voor een aparte moslimstaat. In Bengalen kwam het in 1905 tot grote spanningen toen de Britten dit gebied bestuurlijk wilden verdelen in een Hindoeïstisch westelijk en een islamitisch oostelijk deel. Deze maatregel werd in 1912 weer ongedaan gemaakt. In het Indische nationale congres (Indian national congress, opgericht in 1885 en onder andere gericht op de Indianisering van het bestuursapparaat) waren de moslims sterk ondervertegenwoordigd. In 1906 richtten de moslims daarom de Moslimliga (All-India Moslim League) op.
Aanvankelijk steunden de moslims Gandhi in de onafhankelijkheidsstrijd, maar in de jaren 30 keerden ook de moslims die nog in een eenheidsstaat geloofden, de hindoes de rug toe. Een van hen was Mohammed Ali Jinnah, die leider werd van de Moslimliga. In 1940 werd in de 'resolutie van Lahore' de eis van een aparte moslimstaat opgesteld.

## Scheiding van Indië
De verdeling van het Indisch subcontinent vond in 1947 plaats. Gebieden met een meerderheid van moslims kwamen aan het Dominion Pakistan toe, dat hierdoor kwam te bestaan uit West-Pakistan (het gebied van het huidige Pakistan) en Oost-Bengalen (later Oost-Pakistan genoemd; het gebied van het huidige Bangladesh). In Kasjmir, met een hindoe-maharadja en een moslimbevolking kwam - na vele jaren onrust, diverse grensgeschillen en een oorlog in 1965 - pas in 1972 een soort definitieve bestandslijn tot stand. De vorming van Pakistan was dan ook bijzonder ingewikkeld.
Eerst in 1956 werd de nieuwe grondwet van kracht, waarmee vooral de religieuze elite zich kon verenigen. Deze streefde, net zoals de elite van grondbezitters, naar voortzetting van haar machtspositie. Het tot politici verheffen van de bureaucratische elite werkte in allerlei opzichten verzwakkend op de taakvervulling van de staat. Dit was de reden waarom in 1958 de militairen, onder leiding van generaal Mohammed Ayub Khan, ingrepen. Veel ambtenaren werden ontslagen of met pensioen gestuurd en er werd een proces van verwereldlijking op gang gebracht. Door middel van landhervormingen moest de macht van de grootgrondbezitters beknot worden. De nieuwe wet van 1962 maakte de macht van het leger duurzaam. De verre van democratische wijze waarop de militairen het land bestuurden wekte verzet op, vooral onder de steeds machtiger wordende groep van beoefenaars van vrije beroepen (bijvoorbeeld advocaten).

## Ontstaan van Bangladesh: afscheiding van Oost-Pakistan
Oost-Pakistan was op gebied van maatschappelijke huishouding altijd achtergesteld tegenover West-Pakistan. De politieke invloed was beperkt door het kiesstelsel (geen evenredige vertegenwoordiging; Oost-Pakistan telde meer inwoners dan West-Pakistan). De verkiezingen van 1970, nu wel opgezet volgens evenredige vertegenwoordiging, brachten een politieke aardverschuiving teweeg. De Oost-Pakistaanse Awami Liga (AL), onder leiding van Mujibur Rahman, behaalde de meerderheid in het parlement. Bij de verkiezingen van 1970 werd de AL de grootste politieke partij. Desondanks negeerde de politieke elite in Islamabad de AL. Als reactie hierop brak er een grote volksopstand uit in Oost-Pakistan. Het Pakistaanse leger probeerde met grof geweld de opstand te onderdrukken, maar de Oost-Pakistanen wisten met Indiase steun het Pakistaanse leger te verdrijven. Besprekingen tussen Pakistaanse president Yahya Khan en Rahman liepen op niets uit en op 7 maart 1971 riep Rahman de Volksrepubliek Bangladesh (Bangla Desh= Vrij Bengalen) uit. Dit leidde ten slotte tot de afscheiding van Oost-Pakistan en de vorming van de zelfstandige staat Bangladesh.

## Na de afscheiding
In West-Pakistan was de Pakistan Peoples Party (PPP) van Zulfikar Ali Bhutto als machtigste partij naar voren gekomen. Met steun van de grootgrondbezitters, de geestelijkheid en de beoefenaars van vrije beroepen, werd het leger aan de kant gezet. Onder een nieuwe grondwet van 1973, ging een nieuwe burgerregering van start. Bhutto, die zijn verkiezingsoverwinning voornamelijk te danken had aan de kleine boeren en de industriearbeiders, slaagde er niet in de eenheid van Pakistan verder te brengen. Bhutto's eigenmachtige optreden wekte bij vrijwel iedereen verzet op. Hij verbood hierbij de grootste nationale partij, de Nationale Awami partij, en beknotte de persvrijheid. De partij van Bhutto behaalde bij de verkiezingen de overwinning, maar er was duidelijk met de uitslag geknoeid.
Nadat er onlusten waren uitgebroken, greep het leger onder leiding van Mohammed Zia-ul-Haq in. Het proces tot verwereldlijking werd teruggedraaid. In 1979 werden alle politieke activiteiten verboden, werd Bhutto opgehangen en werd het islamitisch recht ingevoerd.
Het militaire bewind streefde naar islamisering van de samenleving. Het liet dit streven door de bevolking legitimeren in een - omstreden - referendum op 19 december 1984. Daarbij werd ook het presidentschap van Zia ul-Haq door de kiezers geprolongeerd.
Het land was inmiddels aan alle kanten betrokken geraakt bij de oorlog in Afghanistan. Samen met de Verenigde Staten van Amerika trainde en bewapende Pakistan de moedjahedin in hun guerrilla tegen de bezettingsmacht van de Sovjet-Unie en het communistische marionettenbewind in Kaboel. Pakistan herbergde het in de wereld unieke aantal van 6 miljoen vluchtelingen.
In 1988 kwam een einde aan de dictatuur toen Zia ul-Haq, onder verdachte omstandigheden, bij een vliegramp de dood vond. Er werden vrije verkiezingen gehouden waarna Benazir Bhutto, dochter van, premier werd. In 1990 werd zij door president Ghulam Ishaq Khan ontslagen op beschuldiging van corruptie en nepotisme. Zij werd opgevolgd door Nawaz Sharif, leider van de Pakistan Muslim League (N), maar deze moest in 1993 op basis van dezelfde beschuldigingen aftreden. Bhutto keerde terug als premier, maar werd in 1996 bij de verkiezingen opnieuw verslagen door Sharif, die voor de tweede keer premier werd. Zowel Bhutto als Sharif moesten in ballingschap gaan toen in 1999 opperbevelhebber Pervez Musharraf de macht overnam.

## Militair bewind 1999 – 2008

### Staatsgreep van Musharraf
Op 12 oktober 1999 probeerde premier Sharif generaal Pervez Musharraf, de hoogste militaire leider van het land, uit zijn functie te ontheffen, terwijl deze in Sri Lanka verbleef. Het leger accepteerde dit echter niet. Musharraf vloog met een commercieel vliegtuig terug naar Pakistan. Sharif gaf het Jinnah International Airport de opdracht om te voorkomen dat het vliegtuig, met aan boord 200 andere passagiers, zou landen. Binnen enkele uren had het leger premier Sharif in een geweldloze staatsgreep afgezet en het vliegveld overgenomen. Het vliegtuig landde met nog slecht enkele minuten brandstof en Musharraf neemt de macht over.
Voormalig premier Sharif werd berecht en veroordeeld tot levenslange gevangenisstraf. Onder druk van de Amerikaanse president Clinton en koning Fahd van Saudi-Arabië werd hij uiteindelijk verbannen naar Saudië-Arabië onder de garantie dat hij zich de komende tien jaar buiten de politiek zou houden.

### Presidentschap Musharraf
Op 20 juni 2001 werd het parlement door Musharraf ontbonden. De zittende president, Mohammed Rafiq Tarar, stapte op en Musharraf benoemde zichzelf tot president van Pakistan. In een poging om zijn presidentschap te legitimeren en het, met zicht op de verkiezingen, zeker te stellen hield hij op 30 april 2002 een controversieel nationaal referendum voor het presidentschap van Pakistan voor de komende vijf jaar. Musharraf was de enige kandidaat. Volgens de regering was de opkomst rond de 70 procent en werden 98 procent van de stemmen afgegeven voor Musharraf. Hij verstevigde zijn positie door op 24 augustus van dat jaar de zogenaamde Legal Framework Order (LFO) in te voeren. De LFO gaf de president de macht om de premier te ontslaan, het parlement te ontbinden en erkende hem als staatshoofd en legerleider.
Bij de parlementsverkiezingen in 2002 behaalde geen van de deelnemende partijen de meerderheid in het parlement. Dit bemoeilijkte het kiezen van een premier. Uiteindelijk werd er een coalitie gevormd van de PML (Q), de PPP en de MQM. In november 2002 kwam het parlement voor de eerste keer in drie jaar weer bijeen. Op 21 november werd Mir Zafarullah Khan Jamali van de PML (Q) door het parlement tot premier van Pakistan gekozen.
De oppositiepartijen vonden de Framework Order ongrondwettelijk en illegaal en weigerden de order te accepteren. Als gevolg hiervan was het parlement meer dan een jaar vleugellam. Hier kwam pas in december 2003 verandering in toen Musharraf met de coalitiepartij MMA overeenkwam dat hij op 31 december 2004 afstand zou doen van zijn functie als legerleider en op 1 januari 2004 een deel van zijn macht zou inleveren. Het parlement ging daarmee akkoord. Voor Musharraf betekende dit hij met goedkeuring van het parlement zijn presidentstermijn tot 2007 had zekergesteld.
Op 14 december 2003 ontsnapte Musharraf aan de derde aanslag op zijn leven gedurende zijn heerschappij. Elf dagen later was er weer een poging waarbij niet de president, maar wel veertien omstanders en de twee plegers omkwamen.
Musharraf heeft als president economische veranderingen doorgevoerd en Pakistan gemoderniseerd. Maar onder de meer radicale islamitische groeperingen in Pakistan was er veel kritiek op de houding van Musharraf. Er was ook veel kritiek vanuit het westen nadat hij Benazir Bhutto, op dat moment leidster van de grootste oppositiepartij PPP huisarrest had opgelegd, zodat haar verhinderd werd om een protestmars tegen Musharraf te organiseren.
Na de aanslagen op 11 september 2001 groeide Musharraf - onder sterke westerse druk - uit tot een van de belangrijkste bondgenoten van de Verenigde Staten in de strijd tegen terrorisme. Daarop hief de Verenigde Staten enkele van haar sancties, die waren opgelegd na de nucleaire tests van Pakistan in 1998, op.

### Herverkiezing
Op 23 augustus 2007 bepaalde opperrechter Iftikar Mohammed Chaudhry van het Pakistaanse hooggerechtshof dat oud-premier Nawaz Sharif, die in 1999 door Musrarraf werd verdreven, na zeven jaar ballingschap terug mocht keren naar Pakistan. Bij zijn terugkeer naar Pakistan werd Sharif echter gearresteerd en naar Saudië-Arabië gedeporteerd. Een dag later betwistten de advocaten van Sharif zijn deportatie voor het hoger gerechtshof.
Musharraf werd op 6 oktober 2007 door het parlement herkozen als president. Zijn politieke tegenstander Wajihuddin Ahmed kreeg twee stemmen en drie stemmen werden ongeldig verklaard. De oppositie beschouwde zijn herverkiezing als onwettig, omdat Musharraf zich als opperbevelhebber van het leger herkiesbaar stelde en ging naar het hooggerechtshof. Enkele dagen later, op 18 oktober, keerde Benazir Bhutto na een jarenlang vrijwillig ballingschap terug naar Pakistan om zich kandidaat te stellen voor haar derde ambtstermijn als premier. Drie dagen later, op 3 november 2007, enkele dagen voor de uitspraak van het hooggerechtshof, riep Musharraf de noodtoestand uit in het land en werd de grondwet uit 1973 formeel buiten werking gesteld. Als reden voor het uitroepen van de noodtoestand gaf Musharraf aan dat er sprake zou zijn van een terroristische dreiging. Hij ontsloeg de rechters die zijn herverkiezing dreigden nietig te verklaren. Duizenden tegenstanders, waaronder minstens 60 rechters en opperrechter Chaudhry, werden gearresteerd of onder huisarrest geplaatst. Dit kostte hem veel geloofwaardigheid, zowel in het binnen- als het buitenland.
De ambtstermijn van premier Aziz liep op 15 november 2007 af. Op verzoek van president Musharraf vormde Mohammed Mian Soomro, de voorzitter de Pakistaanse parlement en lid van de pro-Musharraf-fractie in de PML(N), een overgangsregering tot de parlementsverkiezingen. Soomro werd op 16 november beëdigd. Enkele dagen later, op 24 november later werd de herverkiezing van Musharraf tot president door Pakistaanse verkiezingscommissie bevestigd. Onder grote internationale druk, vooral die van bondgenoot de Verenigde Staten, droeg Musharraf op 28 november 2007 de functie van stafchef over aan generaal Ashfaq Kayani. Op 29 november werd Musharraf, naar eigen zeggen, als burgerpresident beëdigd. De noodtoestand werd 15 december 2007 opgeheven. Op 27 december 2007 werd Benazir Bhutto, oud-premier en leider van de PPP, na een verkiezingstoespraak in Rawalpindi, bij een zelfmoordaanslag om het leven gebracht. Soomro stelde de verkiezingen uit tot 18 februari 2008.

## Sinds 2008
Op 18 februari 2008 werden nieuwe parlementsverkiezingen gehouden. Deze werden gewonnen door de oppositiepartijen PPP en Pakistan Muslim League (N) (PML-N). Met deze verkiezingsuitslag verloor Musharraf de steun in het parlement, maar weigerde af te treden. In maart werd een nieuwe regering gevormd, onder leiding van Yousaf Raza Gilani van de Moslimliga en Musharrafs grootste politieke opponent. Gillani werd genomineerd en verkozen tot premier van Pakistan.
In mei 2008 stapte de PML (N) alsnog uit de regering omdat Gilani weigerde om de rechters te benoemen die eerder uit hun functie waren ontzet. Deze weigering gebeurde op aandrang van Zardari, de partijleider van de PPP en weduwnaar van het jaar daarvoor vermoorde oppositieleider Benazir Bhutto. Deze vreesde dat onder deze rechters een aantal rechtszaken tegen zijn familie alsnog opgepakt zou worden. De PML (N) beloofde wel gedoogsteun te geven aan de regering van Gilani.
Zardari en Nawaz Sharif maakten op 7 augustus 2008 dat de regeringscoalitie een begin zou maken met een afzettingsprocedure tegen president Musharraf. Musharraf hield echter de eer aan zichzelf door op 18 augustus 2008 af te treden als president van Pakistan. Zoals bepaald in de grondwet werd Musharraf opgevolgd door Muhammad Mian Soomro, de voorzitter de Pakistaanse parlement en lid van de pro-Musharraf-fractie in de PML-N. Soomro was waarnemend president tot een nieuwe president was gekozen. Het parlement koos op 6 september 2008 Zardari als de opvolger van Musharraf voor een termijn van vijf jaar.
Er brak in februari 2009 opnieuw een politieke crisis uit nadat het hooggerechtshof had geoordeeld dat Nawaz Sharif, de leider van oppositiepartij PML (N), zich geen kandidaat mocht stellen voor de presidentsverkiezingen, omdat hij al eens veroordeeld was. Zardari werd daarop gekozen als premier. Gilani legde het echter bij met Sharif.
In mei 2009 braken er heftige gevechten uit tussen het Pakistaanse leger en de Taliban. De gevechten speelden zich voor het grootste deel af in de Swatvallei. Door de gevechten kwam er een vluchtelingenstroom van twee miljoen personen op gang.
Pakistan werd in juni 2010 getroffen door de ergste overstromingen in 80 jaar. Daarbij vielen meer dan tweeduizend doden en meer dan twintig miljoen mensen werden door de ramp getroffen. Velen verloren daarbij hun huis. Ook ging veel vruchtbare landbouwgrond verloren. De overheid werd verweten niet snel genoeg te hebben ingegrepen. Van juni tot augustus 2022 werd het land opnieuw getroffen door overstromingen, met minstens 1000 slachtoffers en grote materiële schade.